# Grosse Pointe
Grosse Pointe es una serie de televisión del género comedia, transmitida por WB Television Network en los años 2000 y  2001, creada por Darren Star.

## Argumento
La historia retrata la vida de cinco jóvenes actores que muestran en realidad como es su vida cotidiana y sus problemas laborales en busca del éxito.

## Reparto
- Irene Molloy - Becky Johnson
- Lindsay Sloane - Kim Peterson
- Al Santos - Brad Johnson
- Bonnie Somerville - Courtney Scott
- Kohl Sudduth - Quentin King
- Kyle Howard - Dave
- Nat Faxon - Kevin
- William Ragsdale - Rob Fields
- Michael Hitchcock - Richard Towers
- Joely Fisher - Hope Lustig
- Merrin Dungey - Joan
- David Gautreaux - Director
- Barry H. Scadron - A.C.
- Michele Dalcin - Mary Engel